# Inglaterra en la Copa Mundial de Rugby de 2003
La Rosa fue una de las 20 naciones participantes de la Copa Mundial de Rugby de 2003, que se realizó en Australia por vez primera.
Su quinta participación, hizo a Inglaterra una superpotencia del rugby. En la final se llegó a la prórroga y a dos minutos finales; Wilkinson marcó un sublime drop; para dar la victoria invicta a la mejor generación de rugbistas ingleses y su; hasta ahora; única Copa del Mundo.

## Preparación
En el Torneo de las Seis Naciones, los ingleses fueron campeones en 2001, subcampeones en 2002 y triunfaron en 2003 obteniendo el Grand Slam. Llegaron como la selección más fuerte del hemisferio norte.
En junio realizaron su penúltima gira a Oceanía, donde ganaron 9–23 a los Māori All Blacks, vencieron agónicamente a Nueva Zelanda y triunfaron 14–25 sobre los Wallabies. Fue la primera vez que Inglaterra ganó esta gira, la segunda victoria contra los All Blacks (tras la de 1973) y su primer triunfo de visitante ante Australia.
Finalmente, la Rosa jugó tres pruebas de preparación y ganó dos. Primero le dio una paliza de cinco tries a los Dragones rojos, luego cayó 17–16 frente a Francia y una semana después la venció 45–14.

## Plantel

Alineaciones en la Final.

Woodward (47 años) representó a Inglaterra en los años 1980 y llevaba en el cargo desde 1997. Tuvo como asistentes a Phil Keith-Roach (entrenador de scrum), Phil Larder (entrenador de defensa) y Andy Robinson (entrenador de forwards).

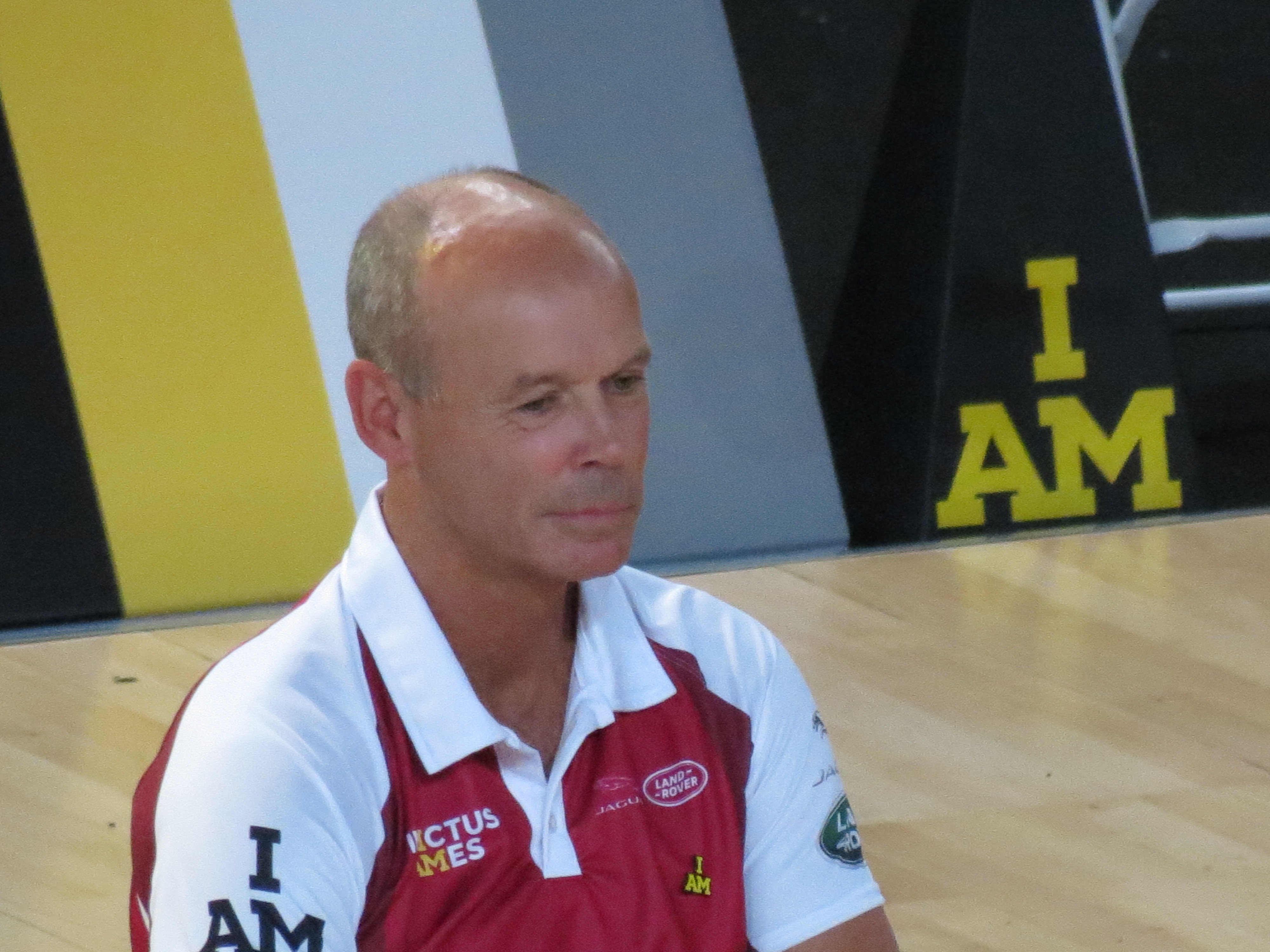
Woodward fue el entrenador.

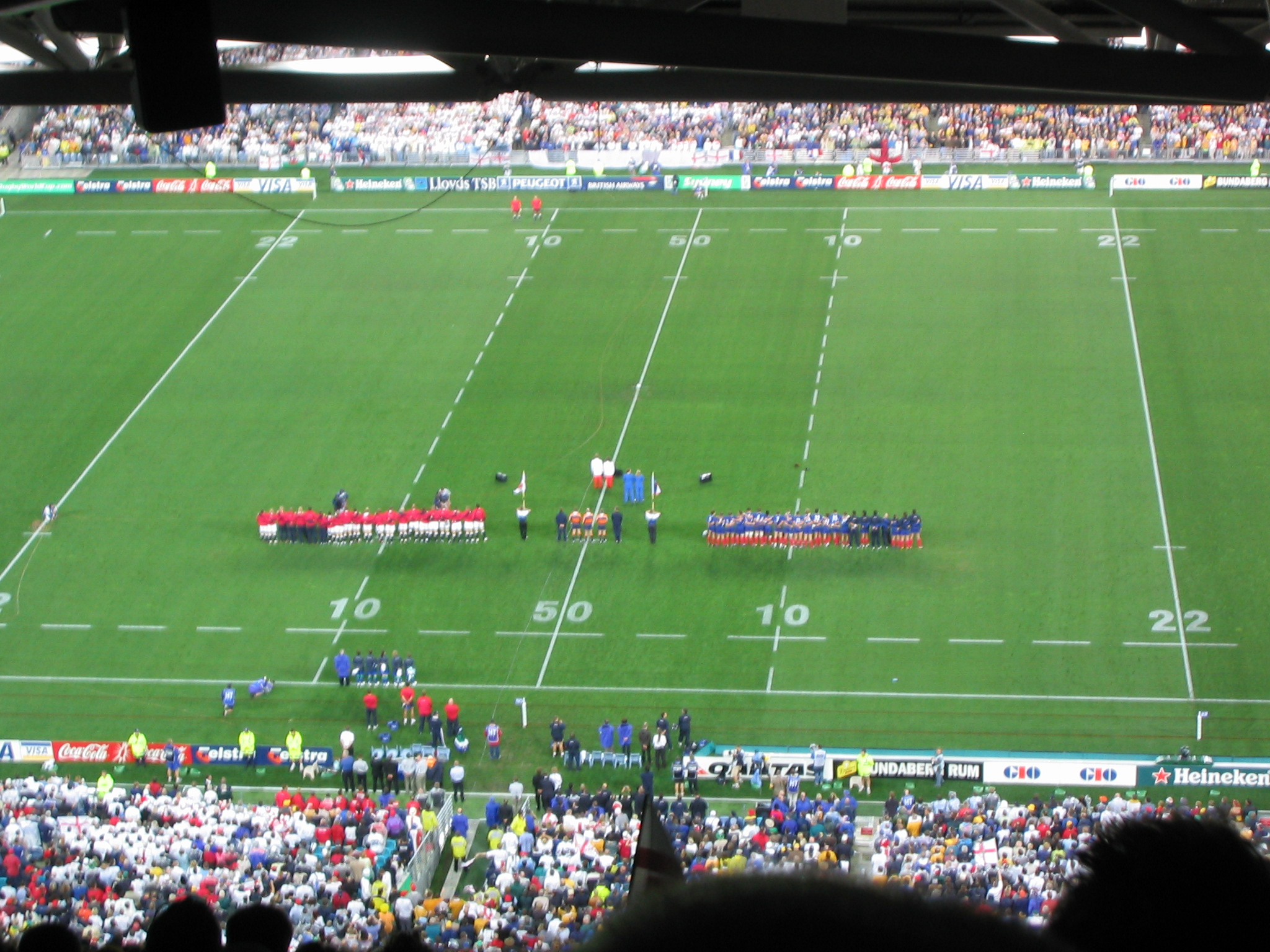
Himnos durante las semifinales.

Las pruebas corresponden hasta antes del inicio del mundial y las edades a la fecha de la Final. En negrita los rugbistas titulares.
|                            | Jugador            | Edad    | Posición      | Pruebas | Equipo                             |
| -------------------------- | ------------------ | ------- | ------------- | ------- | ---------------------------------- |
| Hookers y Pilares          |                    |         |               |         |                                    |
|                            | Jason Leonard      | 35 años | Pilar         | 106     | Harlequins FC                      |
|                            | Mark Regan         | 31 años | Hooker        | 26      | Leeds Tykes                        |
| 2                          | Steve Thompson     | 25 años | Hooker        | 18      | Northampton Saints                 |
| 3                          | Phil Vickery       | 27 años | Pilar         | 31      | Gloucester Rugby                   |
|                            | Dorian West        | 36 años | Hooker        | 19      | Leicester Tigers                   |
|                            | Julian White       | 30 años | Pilar         | 17      | Leicester Tigers                   |
| 1                          | Trevor Woodman     | 27 años | Pilar         | 10      | Gloucester Rugby                   |
| Segundas líneas            |                    |         |               |         |                                    |
|                            | Danny Grewcock     | 30 años | Segunda línea | 42      | Bath Rugby                         |
| 4                          | Martin Johnson     | 33 años | Segunda línea | 77      | Leicester Tigers                   |
| 5                          | Ben Kay            | 27 años | Segunda línea | 22      | Leicester Tigers                   |
|                            | Simon Shaw         | 30 años | Segunda línea | 23      | Wasps RFC                          |
| Alas y Octavos             |                    |         |               |         |                                    |
| 7                          | Neil Back          | 34 años | Ala           | 60      | Leicester Tigers                   |
|                            | Martin Corry       | 30 años | Octavo        | 28      | Leicester Tigers                   |
| 8                          | Lawrence Dallaglio | 31 años | Octavo        | 58      | Wasps RFC                          |
| 6                          | Richard Hill       | 30 años | Ala           | 60      | Saracens                           |
|                            | Lewis Moody        | 25 años | Ala           | 17      | Leicester Tigers                   |
|                            | Joe Worsley        | 26 años | Ala           | 27      | Wasps RFC                          |
| Medios scrums              |                    |         |               |         |                                    |
|                            | Kyran Bracken      | 32 años | Medio scrum   | 47      | Saracens                           |
| 9                          | Matt Dawson        | 31 años | Medio scrum   | 57      | Northampton Saints                 |
|                            | Andy Gomarsall     | 29 años | Medio scrum   | 13      | Gloucester Rugby                   |
| Aperturas y Centros        |                    |         |               |         |                                    |
|                            | Stuart Abbott      | 25 años | Centro        | 2       | Wasps RFC                          |
|                            | Mike Catt          | 32 años | Centro        | 61      | Bath Rugby                         |
|                            | Paul Grayson       | 32 años | Apertura      | 27      | Northampton Saints                 |
| 13                         | Will Greenwood     | 31 años | Centro        | 41      | Harlequins FC                      |
| 12                         | Mike Tindall       | 25 años | Centro        | 27      | Bath Rugby                         |
| 10                         | Jonny Wilkinson    | 24 años | Apertura      | 46      | Newcastle Falcons                  |
| Fullbacks y Wings          |                    |         |               |         |                                    |
|                            | Iain Balshaw       | 23 años | Fullback      | 16      | Bath Rugby                         |
| 11                         | Ben Cohen          | 25 años | Wing          | 57      | Northampton Saints                 |
| 15                         | Josh Lewsey        | 26 años | Fullback      | 13      | Wasps RFC                          |
|                            | Dan Luger          | 28 años | Wing          | 34      | Union Sportive Arlequine Perpignan |
| 14                         | Jason Robinson     | 29 años | Wing          | 21      | Sale Sharks                        |
| Entrenador: Clive Woodward |                    |         |               |         |                                    |

## Participación

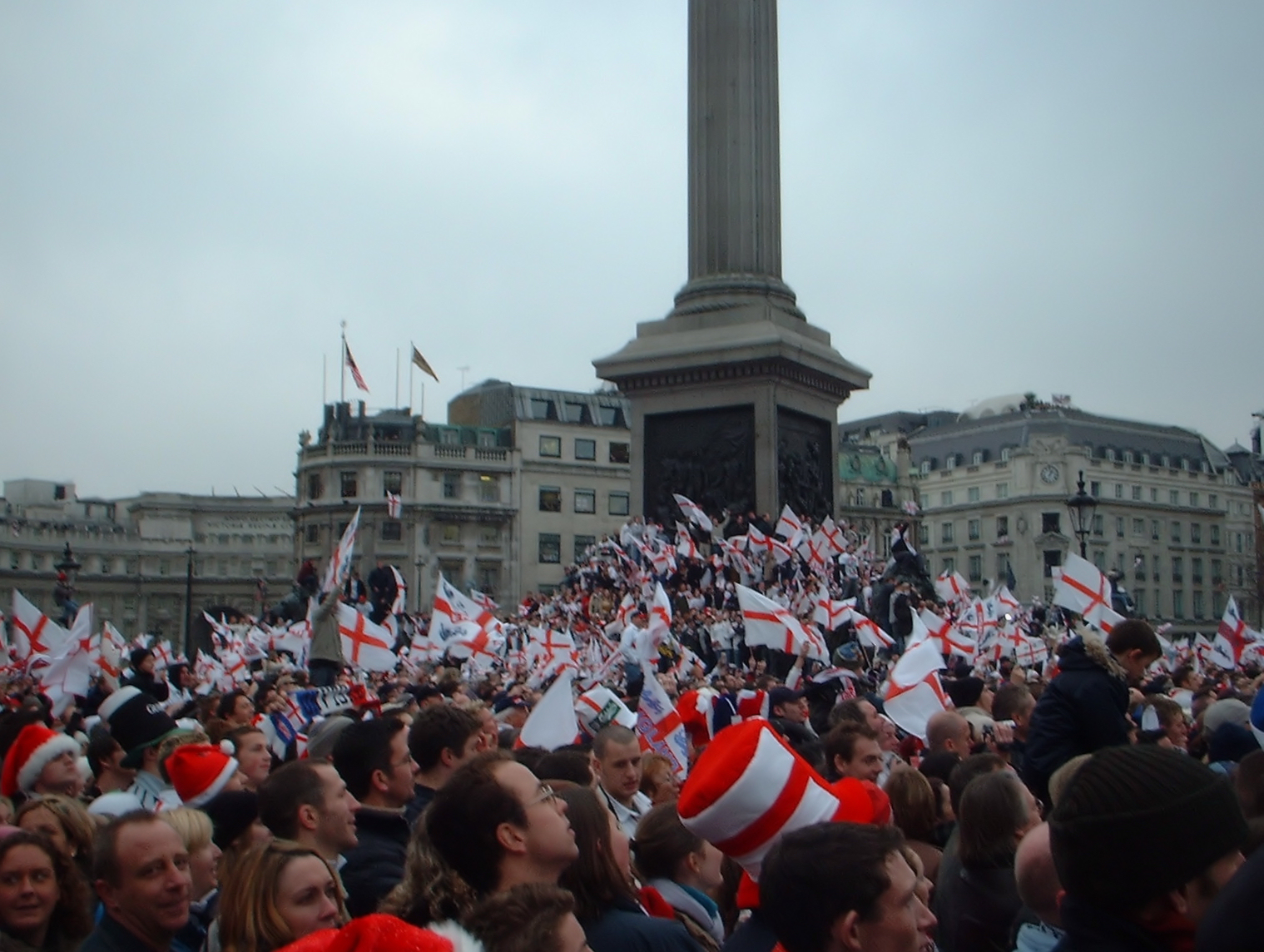
Celebraciones en la Plaza de Trafalgar.

Inglaterra integró el Grupo C junto con las factibles Georgia y Uruguay, la físicamente dura Samoa y los favoritos Springboks. Ganó la zona venciendo a todos.
La prueba clave fue ante Sudáfrica, del técnico Rudolf Straeuli y los rugbistas Danie Coetzee, Victor Matfield, el capitán Corné Krige, Joost van der Westhuizen, De Wet Barry y Ashwin Willemse. Los forwards británicos lograron superar el juego físico de los Springboks y Wilkinson anotó 20 puntos, incluidos dos drops, para el triunfo de la Rosa.

### Fase final
Los cuartos de final los cruzaron ante los Dragones rojos, del neozelandés Steve Hansen y los alineados Robin McBryde, Robert Sidoli, el capitán Colin Charvis, Gareth Cooper, la estrella Stephen Jones y Gareth Thomas. Pese a ir perdiendo 3 a tries a 1, un Wilkinson implacable anotó 23 puntos y favoreció la victoria inglesa.
La semifinal los enfrentó a los favoritos Les Bleus, ganadores del grupo B y eliminadores de Irlanda, dirigidos por Bernard Laporte y diagramada Raphaël Ibáñez, la estrella Fabien Pelous, Serge Betsen, el capitán Fabien Galthié, Frédéric Michalak y la leyenda Christophe Dominici.

### Final
El 22 de noviembre enfrentaron a los locales y reinantes campeones: los Wallabies, de un nivel muy alto y favoritos 2 a 1. Australia era conducida por Eddie Jones, quien alineó Bill Young, Nathan Sharpe, la leyenda George Smith, el capitán George Gregan, Stephen Larkham y la estrella Lote Tuqiri.
Si bien fue evidente que el juego británico superó al australiano y los hizo merecedores del título, el resultado fue una sorpresa para el mundo.

## Legado

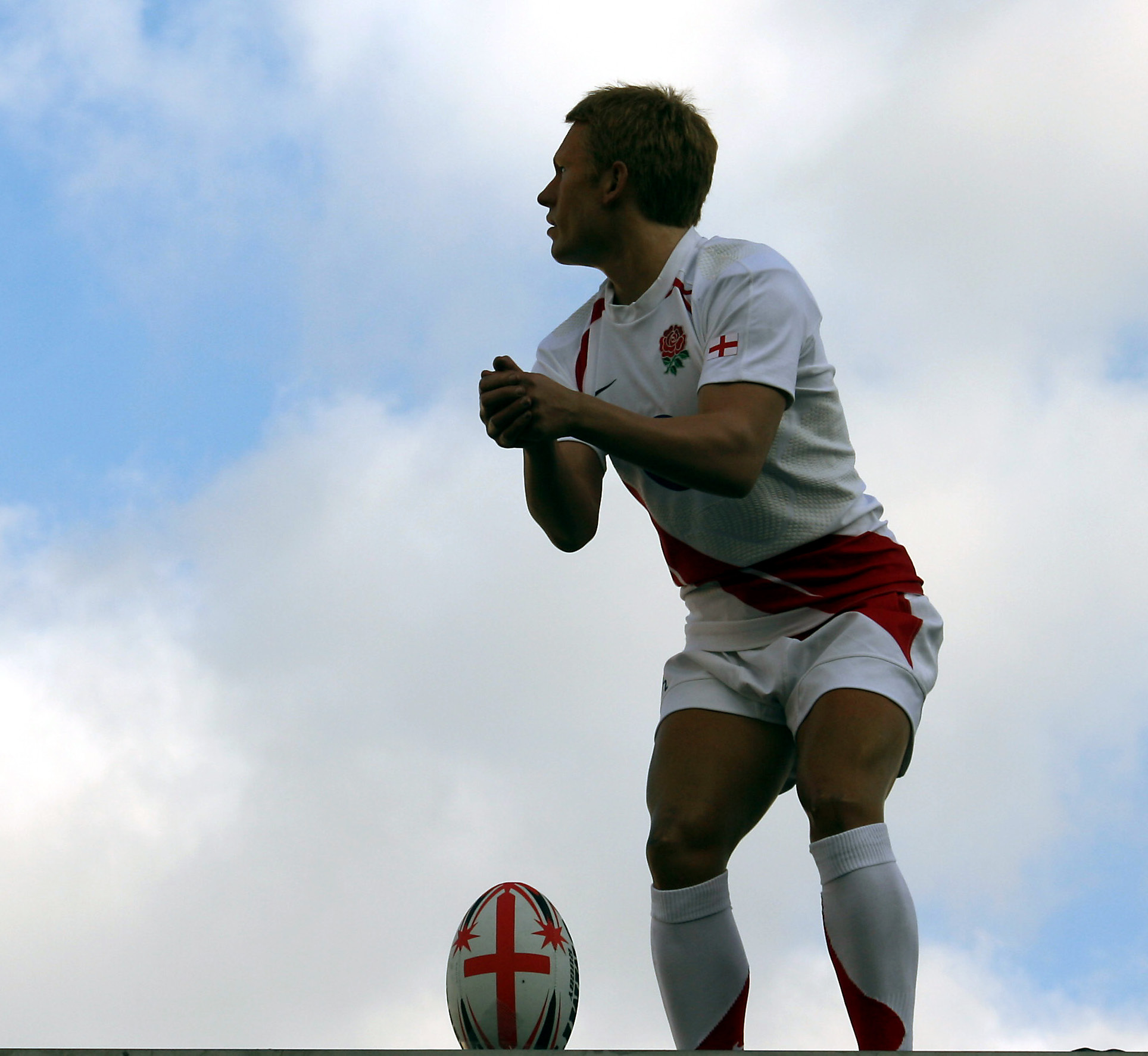
Estatua a Wilkinson, retratando el Mundial 2003.

El equipo fue recibido por una multitud en el aeropuerto de Londres-Heathrow. Dos semanas después, todos los integrantes del plantel fueron titulados caballeros en una ceremonia por la reina Isabel II y luego realizaron un desfile triunfal por Londres.
Para muchos el desempeño de Wilkinson es solo igualable, al que tuvo Diego Maradona con Argentina en la Copa Mundial de Fútbol de 1986. El técnico Woodward y los jugadores Dallaglio, Johnson, Leonard y Wilkinson, son miembros del World Rugby Salón de la Fama.
La Rosa es la primera y única selección del hemisferio norte que ganó un mundial, 20 años después y la hazaña aun no fue igualada.

### Película
En 2015 se estrenó Building Jerusalem, una película documental dirigida por James Erskine, que relata la trayectoria hacia la gloria en 2003. En el filme se cuenta el paso del amateurismo al profesionalismo del rugby inglés en 1995, la llegada de Woodward a la dirección técnica y las inversiones económicas al entrenamiento de los jugadores, para explicar la consolidación de Inglaterra como una superpotencia de este deporte.
| Predecesor: Gales 1999 | Inglaterra en la Copa Mundial de Rugby Australia 2003 | Sucesor: Francia 2007 |